# (34998) 1978 SE
1978 SE (asteroide 34998) é um asteroide da cintura principal. Possui uma excentricidade de 0.11905050 e uma inclinação de 13.92397º.
Este asteroide foi descoberto no dia 27 de setembro de 1978 por Richard Martin West em La Silla.